# (438028) 2004 EH96
(438028) 2004 EH96, também escrito como (438028) 2004 EH96, é um objeto transnetuniano que está localizado no Cinturão de Kuiper, uma região do Sistema Solar. Este corpo celeste é classificado como um plutino, pois, o mesmo está em uma ressonância orbital de 2:3 com o planeta Netuno. Ele possui uma magnitude absoluta de 7,6 e tem um diâmetro estimado com 92 km.

## Descoberta
(438028) 2004 EH96 foi descoberto no dia 26 de fevereiro de 2004 pelo astrônomo Marc W. Buie.

## Órbita
A órbita de (438028) 2004 EH96 tem uma excentricidade de 0,038 e possui um semieixo maior de 43,817 UA. O seu periélio leva o mesmo a uma distância de 42,139 UA em relação ao Sol e seu afélio a 45,495 UA.